# Concentració osmòtica
La concentració osmòtica o osmolaritat és la mesura de la concentració d'una dissolució aquosa osmòticament activa, expressada en osmols (Osm) de solut per litre (L) de dissolució (Osm/L). En substàncies no electrolítiques equival a la molaritat, però en els electròlits hom obté el valor de l'osmolaritat multiplicant la molaritat pel nombre d'ions que es formen en cada dissociació electrolítica.
La concentració osmòtica no s'ha de confondre amb l'osmolalitat. Aquesta és la mesura de la concentració d'una dissolució aquosa osmòticament activa, expressada en mols de partícules per quilogram de dissolvent. En les dissolucions aquoses diluïdes pràcticament coincideixen, ja que en un litre de dissolució hi ha una massa d'aproximadament un quilogram d'aigua, ja que la densitat de l'aigua és 1 kg/l. Però no passa el mateix quan la dissolució és el plasma sanguini; les proteïnes dissoltes dins del plasma fan que la seva densitat no sigui 1 kg/l i deixa de complir-se l'equivalència molaritat-molalitat.

## Determinació teòrica
La concentració osmòtica d'una dissolució es pot calcular teòricament mitjançant la fórmula:
on:
- ci és la molaritat del solut i de la dissolució, és a dir, el nombre de mols del solut i dissolts dins d'un litre de dissolució. Per exemple si es dissolen 0,001 mol de clorur de sodi, NaCl, dins aigua fins a aconseguir un litre de dissolució, la concentració serà 0,001 mol/l de NaCl.
- ii és el coeficient de van't Hoff del solut i, que ens indica el nombre de partícules dissociades en dissolució. Així quan el clorur de sodi, NaCl, es dissol es dissocia en cations Na+ i anions Cl-. Per tant, per cada mol de NaCl que s'ha dissolt hi ha 2 mols de partícules (1 mol de Na+ i 1 mol de Cl-) i serà 120%. Les substàncies moleculars no es dissocien quan es dissolen i tenen un valor 120%. Només els electròlits es dissocien, però no necessàriament de forma completa, generalment la dissociació és parcial i aquesta dissociació es mesura amb l'anomenat grau de dissociació (fracció de partícules dissociades). En aquest cas el valor de i no és sencer.
- φ és el coeficient osmòtic del solut i, un factor que corregeix la molaritat i el coeficient de van't Hoff, ja que a les dissolucions concentrades es formen parelles de molècules o d'ions que disminueixen el nombre de partícules individuals dins de les dissolucions reals. Aquest efecte és tant més elevat com més alta sigui la concentració de la dissolució i és negligible per a dissolucions diluïdes.

## Determinació experimental
La determinació experimental de l'osmolaritat es realitza mitjançant mesures de propietats col·ligatives. En concret a partir de mesures del descens crioscòpic i, en menor mesura, del descens de la pressió de vapor i de la pressió osmòtica.
Els aparells utilitzats actualment, els osmòmetres, estan automatitzats i requereixen quantitats molt petites de mostra, desenes de microlitres, per efectuar les mesures en temps al voltant d'un minut.